# Chilham Castle
Chilham Castle es una mansion y torre del homenaje sita en el pueblo de Chilham, entre Ashford y Canterbury en el condado de Kent, Inglaterra.

## Historia
Excavaciones arqueológicas en los 1920s sugieren que está construido sobre una fortificación anglosajona más vieja, posiblemente del siglo V, y hay evidencias de más ocupaciones romanas en la proximidad. En junio de 1320, Chilham fue sede de una recepción espléndida montada por Bartholomew de Badlesmere para Edward II y su séquito cuándo viajaban a Dover en ruta para Francia.
El edificio Jacobino fue completado en 1616 para Lord Dudley Digges. La parte victoriana fue diseñada por Inigo Jones. Nicholas Stone, un maestro mason quién había trabajado a las órdenes de Jones en Holyrood Palace en 1616, y en el Whitehall Banqueting House, estuvo encargado para añadir una capilla para Lord Dudley Digges, y un monumento funerario para Lady Digges, en 1631-32. Es una de las mansiones más típicas de Inglaterra y tiene vistas excepcionales al Río Stour, Kent. 

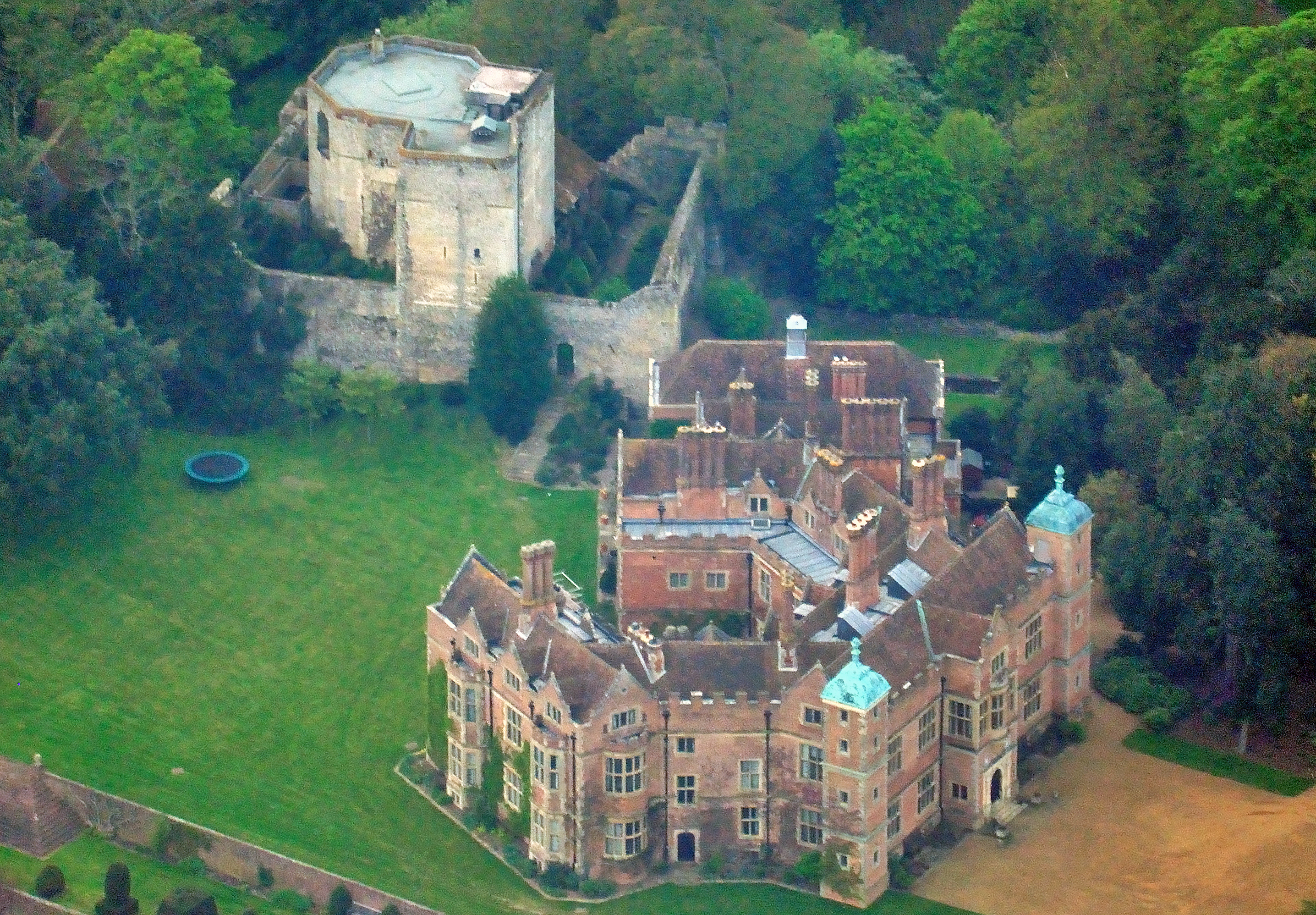
Vista aérea del castillo

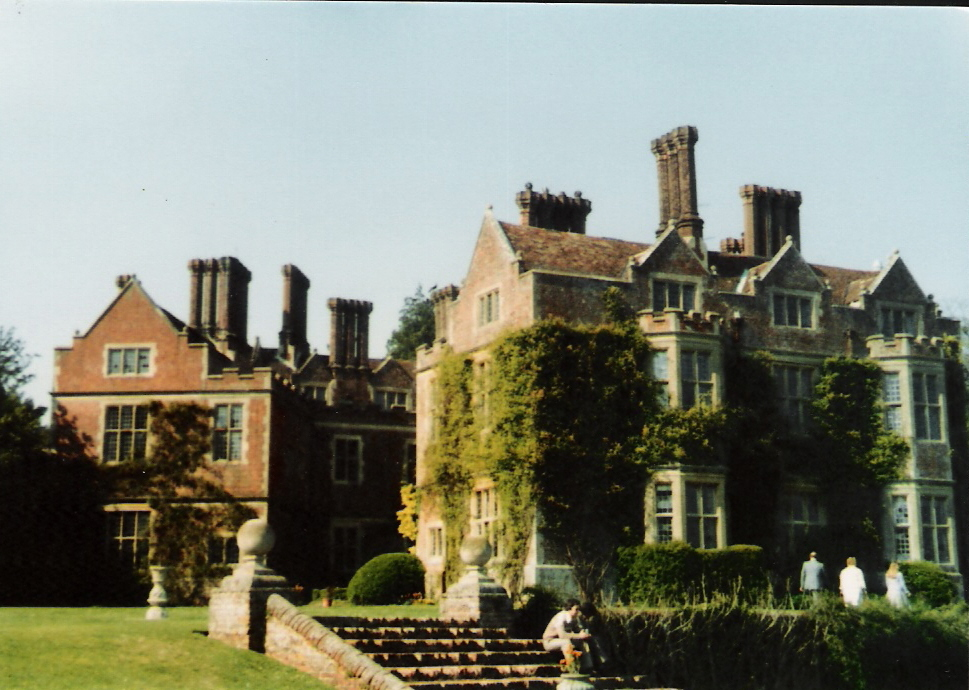
La parte trasera con césped y terrazas

Los jardines, obra de John Tradescant el mayor, fueron rediseñados en el siglo XVIII por James Colebrooke (quién compró la propiedad a Digges) y Thomas Heron quién contrató a Lancelot Brown.
En 1794 la propiedad fue adquirida por la familia Wildman, que tuvo que venderla en 1861 al sufrir una crisis económica por la emancipación de los esclavos que trabajaban en sus cultivos del Caribe. Tras algún otro cambio de propietario, la mansión fue comprada a finales del siglo XIX por el magnate de la minería Edmund Francis Davis, de quien pasó a su hijo Edmund. Este último es citado en estudios sobre el pintor Diego Velázquez porque poseyó el Retrato de Ferdinando Brandani, ahora en el Museo del Prado. De 1949 hasta su muerte en 1992 Chilham Castle fue propiedad de John Clotworthy Talbot. Chilham es actualmente propiedad del político populista Stuart Wheeler, quién vive allí con su mujer Tessa y sus tres hijas, Sarah, Jacquetta, y Charlotte.
En 1965 fue utilizado para parte de la filmación de Las Aventuras Amorosas de Moll Flanders protagonizada por Kim Novak, Leo McKern y Angela Lansbury. En 1985 Chilham aparece en la serie de televisión Dempsey and Makepeace como la casa de Lord Makepeace. El episodio estuvo filmado en el castillo y sus tierras. En 1994, el castillo aparece en la serie Agatha Christie's Poirot de la (ITV), como la mansión de Simeon Lee en Navidades trágicas.